# 滇麻花头
滇麻花头（学名：Serratula forrestii）是菊科麻花头属的植物，为中国的特有植物。分布在中国大陆的云南等地，生长于海拔1,300米至2,000米的地区，多生在山坡草地和岩石缝隙中，目前尚未由人工引种栽培。